# Hrabstwo Harris (Georgia)

Piramida wieku hrabstwa

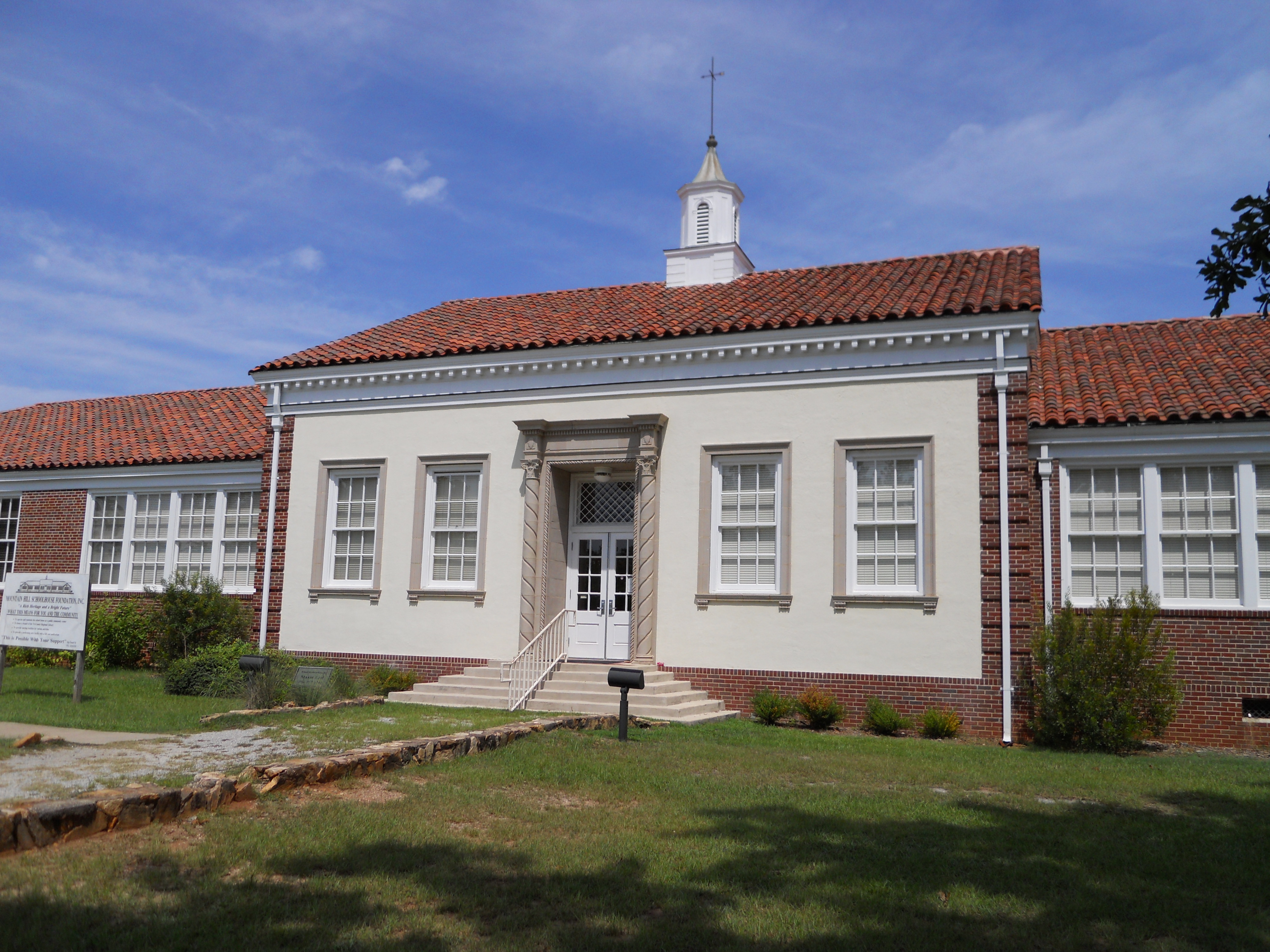
Rada Edukacji Szkół Hrabstwa Harris

Hrabstwo Harris (ang. Harris County) – hrabstwo w stanie Georgia w Stanach Zjednoczonych, w obszarze metropolitalnym Columbus. Jego siedzibą administracyjną jest Hamilton, a największym miastem Pine Mountain. Na terenie hrabstwa znajduje się Park stanowy F.D. Roosevelta.

## Geografia
Według spisu z 2000 roku obszar całkowity hrabstwa obejmuje powierzchnię 472,93 mil2 (1225 km²), z czego 463,69 mil2 (1201 km²) stanowią lądy, a 9,24 mil2 (24 km²) stanowią wody.

### Miejscowości
- Hamilton
- Shiloh
- Pine Mountain
- West Point
- Waverly Hall

### Główne drogi
- Autostrada międzystanowa nr 85
- Autostrada stanowa 185
- Droga krajowa Stanów Zjednoczonych nr 27

### Sąsiednie hrabstwa
- Hrabstwo Troup (północ)
- Hrabstwo Meriwether (północny wschód)
- Hrabstwo Talbot (wschód)
- Hrabstwo Muscogee (południe)
- Hrabstwo Lee w Alabamie (południowy zachód)
- Hrabstwo Chambers w Alabamie (północny zachód)

## Demografia
Według spisu z 2020 roku liczy 34,7 tys. mieszkańców, co oznacza wzrost o 8,3% w porównaniu z poprzednim spisem z roku 2010. Według danych pięcioletnich z 2021 roku 78,9% to biali (75% nie licząc Latynosów), 16,4% czarnoskórzy lub Afroamerykanie, 2,5% miało rasę mieszaną, 1,4% Azjaci, 0,6% to rdzenna ludność Ameryki i 0,2% pochodziło z wysp Pacyfiku. Latynosi stanowili 5,1% populacji hrabstwa.
Poza osobami pochodzenia afroamerykańskiego, do największych grup należały osoby pochodzenia irlandzkiego (16,5%), angielskiego (13,5%), niemieckiego (13,4%), „amerykańskiego” (8,9%) i szkockiego lub szkocko–irlandzkiego (3,8%).

## Religia
W 2020 roku krajobraz hrabstwa zdominowany jest przez wspólnoty protestanckie (głównie baptystów, metodystów i zielonoświątkowców). Katolicy, mormoni i świadkowie Jehowy stanowią łącznie mniej niż 5% populacji. 

## Polityka
Hrabstwo jest silnie republikańskie, gdzie w wyborach prezydenckich w 2020 roku, 71,6% głosów otrzymał Donald Trump i 27,3% przypadło dla Joe Bidena.